# L'altre amor
L'altre amor (títol original: The Other Love) és una pel·lícula romàntica de cinema negre estatunidenca de 1947 dirigida per André De Toth i protagonitzada per Barbara Stanwyck, David Niven i Richard Conte. Escrita per Ladislas Fodor i Harry Brown, basada en una història d'Erich Maria Remarque, la pel·lícula tracta sobre una concertista de piano que és enviada a un sanatori a Suïssa per tractar una greu malaltia pulmonar. Està doblada al català.

## Argument
Sense saber que la seva malaltia és terminal, la concertista Karen Duncan es registra en un sanatori de Suïssa sota la cura del doctor Tony Stanton, la manera severa del qual no li agrada a la Karen. Un dia ella i una altra pacient, Celestine Miller, gaudeixen d'un dia lluny de la clínica i d'una nit a la ciutat, malgrat els consells del seu metge.
El corredor d'automòbils Paul Clermont es presenta a la Karen i la convida a Montecarlo. Encara que se sent atreta pel seu metge, l'aparent falta d'interès de Tony en qualsevol cosa que no sigui la seva salut fa que Karen accepti la invitació d'en Paul. Juga, fuma i beu, després torna al sanatori per descobrir que la Celestine ha mort.
Aterrada pel pànic, el primer impuls de la Karen és seguir les ordres del seu metge per abstenir-se d'esforçar-se. Ella desobeeix, torna a marxar amb en Paul i posa en perill el seu benestar. Només a l'últim moment possible torna al costat d'en Tony, on aquest li proposa matrimoni i observa amb atenció com el seu futur junts penja d'un fil.

## Repartiment
- Barbara Stanwyck com Karen Duncan
- David Niven com Dr. Anthony Stanton
- Richard Conte com Paul Clermont
- Gilbert Roland com Croupier
- Joan Lorring com Celestine Miller
- Lenore Aubert com Yvonne Dupré
- Maria Palmer com Huberta
- Natalie Schafer com Dora Shelton

## Recepció
En la seva ressenya per al New York Times, Bosley Crowther va qualificar la pel·lícula de "un típic romanç artificial sobre el tema desgarrador de Camille ".